# 예고르 스트로예프

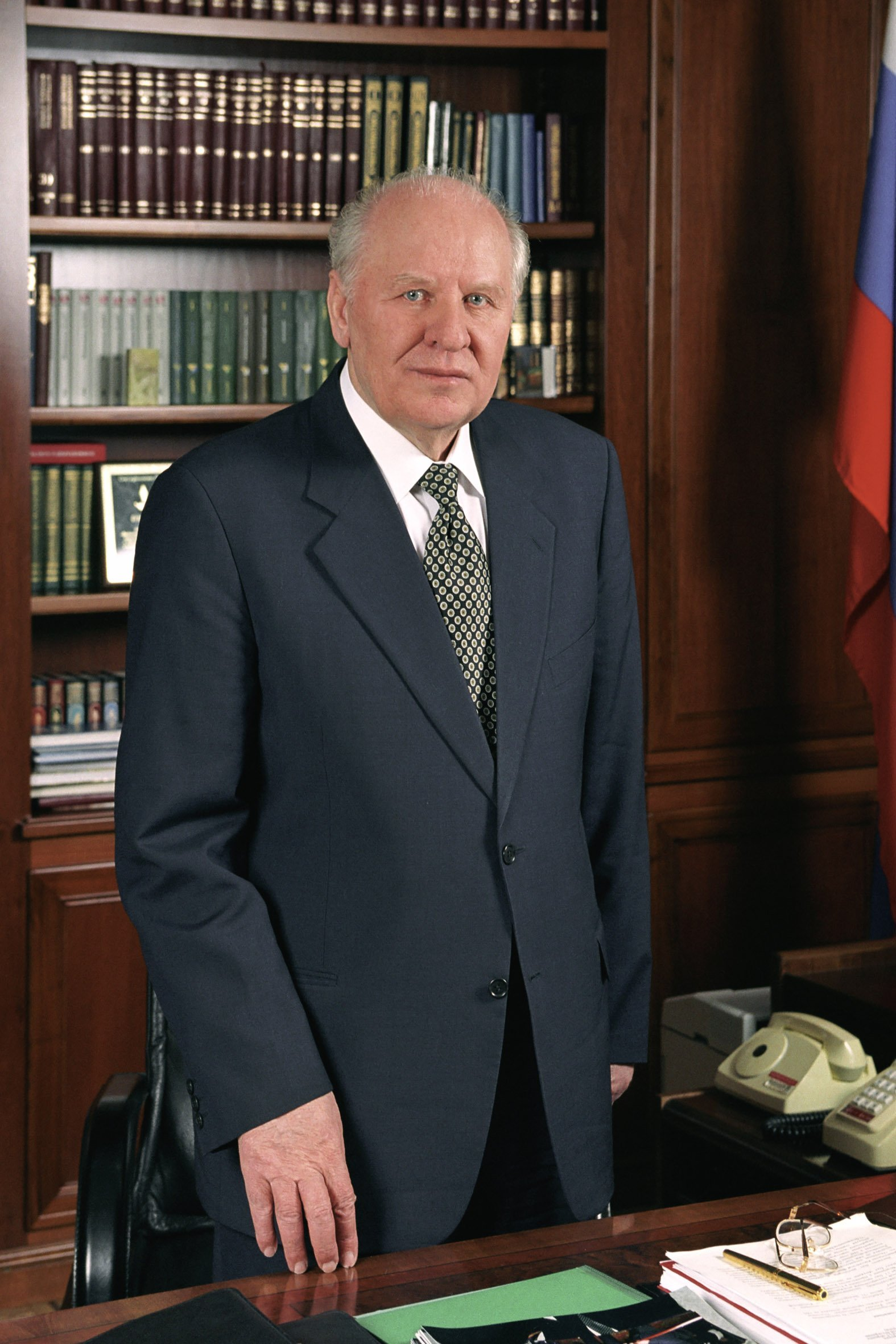
1996

예고르 세묘노비치 스트로예프(러시아어: Егор Семёнович Строев, 1937년 2월 25일 ~ )은 소비에트 연방 및 러시아의 정치가이다. 1990년부터 이듬해 8월 쿠데타 때까지 소련 공산당 정치국원을 지냈으며, 당 서기를 거쳤다.
소련 붕괴 후에는 러시아 연방 상원 의장과 오룔주의 주지사를 지냈다.